# نظير المنصف
نظير المنصف هو أحد الخطوط المميزة في كل مثلث، يوجد في كل مثلث ثلاثة خطوط تدعى نظير المنصف وهو خط يمر من أحد رؤوس المثلث ويناظر المنصف (الخط الذي يصل الرأس بمنتصف الضلع المقابل) بالنسبة لمنصف زاوية هذا الرأس (الخط الذي يقسم الزاوية إلى نصفين متساويين).